# Jakob Stämpfli
Jakob Stämpfli (Schwanden, 23 februari 1820 - Bern, 15 mei 1879) was een Zwitsers politicus. Hij was in 1856, 1859 en 1862 de 8e, 11e en 14e bondspresident van Zwitserland.

## Persoonlijk leven
Stämpfli studeerde rechten aan de Universiteit van Bern. Nadat hij was gepromoveerd, werd hij in 1843 advocaat. In 1845 werd hij redacteur van de Berner Zeitung, een radicaalgezind dagblad.

## In het kanton Bern
Stämpfli sloot zich aan bij de Radicale Partij, die de voorloper is van de huidige Vrijzinnig Democratische Partij.De Liberalen. Hij voerde mee oppositie tegen de gematigde liberalen die toen in het kanton Bern aan de macht waren. In juli 1846 werd hij in de Regeringsraad van Bern gekozen. Hij was beheerder van het departement van Financiën. Hij voerde een nieuw belastingstelsel in en schafte de laatste feodale praktijken af. Van 1 juni 1849 tot 31 mei 1850 was Stämpfli voorzitter van de Regeringsraad.

## Lid van de Bondsraad en bondspresident

### Mandaten
In 1849 werd Stämpfli verkozen in de Kantonsraad en in 1850 in de Nationale Raad. Dit zijn de twee kamers van de Bondsvergadering. Van 1851 tot 1854 was hij President van de Nationale Raad.
Op 6 december 1854 werd Jakob Stämpfli in de Bondsraad gekozen, in opvolging van Ulrich Ochsenbein, die een van de eerste zeven leden was van de Bondsraad. Tijdens zijn lidmaatschap van de Bondsraad beheerde hij achtereenvolgens de volgende departementen:
- 1855: Departement van Justitie en Politie
- 1856: Departement van Politieke Zaken
- 1857-1858: Departement van Financiën
- 1859: Departement van Politieke Zaken
- 1860-1861: Departement van Militaire Zaken
- 1862: Departement van Politieke Zaken
- 1863: Departement van Militaire Zaken

Stämpfli was in 1855, 1858 en in 1861 vicepresident en in 1856, 1859 en 1862 bondspresident. Nadat hij zich in 1863 niet langer verkiesbaar stelde, liep zijn mandaat als lid van de Bondsraad tot 31 december van dat jaar. Hij werd opgevolgd door Karl Schenk.

### Beleid
Tijdens de Neuchâtelcrisis genoot Jakob Stämpli een grote populariteit vanwege zijn forse stellingname tegen Pruisen, nadat de royalistische coup in het kanton Neuchâtel was neergeslagen (1856) en in 1857 het Verdrag van Parijs tot stand kwam. Ook tijdens de Savoyecrisis (1860) speelde Stämpfli een belangrijke rol.
In 1862 leidde Stämpfli namens Zwitserland de onderhandelingen bij het Verdrag van Dappes, waarbij dat de definitieve grens in de Dappesvallei werd vastgelegd tussen Zwitserland en Frankrijk. Frankrijk stuurde om militaire redenen aan op een overname van een stuk Zwitsers grondgebied. Zwitserland stemde hiermee in, in ruil voor een stuk Frans grondgebied. Deze grenscorrectie bracht met zich mee dat het grensdorpje La Cure werd opgedeeld in een Frans en een Zwitsers gedeelte.
In de jaren 1860 was hij een stuwende kracht achter het opkopen van de spoorwegen door de federale overheid en de oprichting van de staatsspoorwegen.

## Latere carrière
In 1865 was hij mede-oprichter en tot 1878 de eerst voorzitter van de Federale Bank, de voorloper van de Nationale Bank van Zwitserland. Stämpfli werd ook voor een tweede maal bondspresident in 1875. In 1877 richtte hij opnieuw een advocatenkantoor op.
De Bondsraad duidde hem in 1872 aan als bemiddelaar in de kwestie van de Alabama Claims, een diplomatiek conflict tussen de Verenigde Staten en het Verenigd Koninkrijk van Groot-Brittannië en Ierland aan het einde van de Amerikaanse Burgeroorlog.
Jakob Stämpfli was de schoonzoon van Wilhelm Snell. Stämpfli werd begraven op het Bremgartenfriedhof in Bern.